# Piper perbarbatum
Piper perbarbatum är en pepparväxtart som beskrevs av C. Dc.. Piper perbarbatum ingår i släktet Piper och familjen pepparväxter. Inga underarter finns listade i Catalogue of Life.